# Acantholipes hypenoides
Acantholipes hypenoides är en fjärilsart som beskrevs av Moore 1881. Acantholipes hypenoides ingår i släktet Acantholipes och familjen nattflyn. Inga underarter finns listade i Catalogue of Life.